# Antechinus vandycki
Antechinus vandycki är ett pungdjur i släktet pungspetsekorrar som förekommer på Tasmanien. Artepitet i det vetenskapliga namnet hedrar den australiska zoologen Steve Van Dyck.
För holotypen registrerades en kroppslängd (huvud och bål) av 13,3 cm, en svanslängd av 11,8 cm och en vikt av 89 g. Den hade 2,5 cm långa bakfötter och 1,7 cm stora öron. Håren som bildar pälsen på ovansidan är främst mörkgråa med undantag av spetsen som har ett brunt och ett svart avsnitt. Huvudets topp är lite mörkare. Undersidans hår är likaså gråa nära roten och sedan vita vid spetsen. Dessutom finns på undersidan några glest fördelade taggar som är cirka 1,6 cm långa. Fram- och baktassar kännetecknas av olivbrun päls på toppen samt av långa klor (4 till 5,6 mm). Svansen är uppdelad i en svartaktig ovansida och en olivbrun undersida. Mellan flera av överkäkens tänder förekommer en klaff (diastema) som kan vara upp till 0,6 mm bred. I underkäken är framtänderna tydlig framåtriktade.
Arten upptäcktes på östra Tasmanien i områden där några ursprungliga skogar finns kvar. Den är närmast släkt med Antechinus swainsonii. Arten listas inte än av IUCN.